# Cafuta
Cafuta je priimek v Sloveniji, ki ga je po podatkih Statističnega urada Republike Slovenije na dan 1. januarja 2010 uporabljalo 762 oseb in je med vsemi priimki po pogostosti uporabe uvrščen na 274. mesto.

## Znani nosilci priimka
- Andrej Cafuta (*1968), karateist
- Darko Cafuta (1977-2022), strojnik, zgodovinski raziskovalec papirništva...
- Kristijan Cafuta (*1977), matematik
- Lidija Cafuta, kakateistka
- Marijan (Franc) Cafuta, minorit
- Meta Cafuta, prejemnica Bloudkove nagrade
- Peter Cafuta - Gad, partizanski poveljnik
- Peter Cafuta (*1951), elektronik, univ. prof.
- Stanka Cafuta Hrastelj (*1975), pesnica, pisateljica, urednica, oblikovalka keramike
- Vesna Cafuta, biologinja, informatičarka